# نرخ بازده مورد انتظار
نرخ بازده مورد انتظار (به انگلیسی: Expected Rate of Return) یکی از مفاهیم مهم مالی و سرمایه گذاری است و به نرخی اشاره دارد که سرمایه‌گذاران انتظار دارند با سرمایه گذاری روی یک دارایی (معمولا سهام) در یک بازه زمانی معین کسب کنند. نرخ بازده مورد انتظار یک پرتفوی سرمایه گذاری عبارت است از میانگین وزنی نرخ بازده مورد انتظار هر سهم موجود در پرتفوی. این مفهوم را می‌توان به این صورت نشان داد:
{\displaystyle R_{p}=W_{1}R_{1}+W_{2}R_{2}+...+W_{n}R_{n}}
برای محاسبه نرخ بازده مورد انتظار روش های مختلفی ارائه شده است که از معروف‌ترین و پرکاربردترین آنها، می توان به مدل قیمت‌گذاری دارایی های سرمایه‌ای یا همان مدل CAPM اشاره کرد که توسط مارکوییتز معرفی شد. این مدل، نرخ بازده مورد انتظار را تابعی از ریسک سیستماتیک بازار قرار می دهد.